# Київський камерний хор «Софія»
Київський камерний хор «Софія» Національної спілки композиторів України — професійний мішаний камерний хор організований у 2007 році. З 2009 року хор очолює художній керівник і диригент, викладач Національної музичної академії України — Олексій Шамрицький.

## Історія створення
Початково музичний колектив був організований студентом Іваном Богдановим як Молодіжний камерний хор «Софія», що виконував мотети і мадригали Орландо ді Лассо, Клаудіо Монтеверді та інших композиторів епохи Відродження, виступав у різних містах України з театралізованими виставами.
З кінця 2009 року хор очолив Олексій Шамрицький, на той час студент 5 курсу Національної музичної Академії України, лауреат I місця V Всеукраїнського конкурсу хорових дириґентів 2009 року. Поступово репертуар колективу поповнювався творами української та світової класичної та духовної музики. У 2009 році були виконані літургії Миколи Леонтовича та частини з літургій сербських композиторів.
У вересні 2011 року вийшов перший компакт-диск «Літургія» з музикою Сергія Рахманінова, Петра Чайковського, Олександра Архангельського, Павла Чеснокова, Альфреда Шнітке та інших.
З 2012 року хор «Софія» є сталим учасником Міжнародного фестивалю «Київ музик фест».
У 2014 році камерний хор «Софія» у категорії професійних хорів став лауреатом Міжнародного фестивалю духовної музики «Гайнівка 2014», що відбувається щорічно у місті Гайнівка у східній Польщі. В наступному році оргкомітет фестивалю «Гайнівка 2015» запросив хор «Софія», як переможця конкурсу, відвідати Польщу з концертами — в престижному залі Європейського центру музики, Домініканському костелі Кракова і на інавгураційному концерті XXXIV фестивалю «Гайнівка 2015».
У травні 2017 року хор взяв участь у 7-му фестивалі Гармонія-2017 (Harmonie festival-2017), який відбувається у одному з районів німецького міста Лімбург-ан-дер-Лан — невеличкому Лінденгольцгаузені з населенням біля 4000 жителів, до якого приїхало близько 6000 учасників-конкурсантів. Це був третій конкурс колективу за останні три роки і хор «Софія» втретє здобув перше місце.
У 2018 році хор повторно здобув перше місце на XXXVII Міжнародному фестивалі православної церковної музики «Гайнівка 2018», розділивши його (лат. ) ex aequo з Державним хором Придністров'я з Тирасполя в Молдові.
У липні 2019 року хор «Софія» здобув гран-прі на 58-му Міжнародному конкурсі хорового співу «Сегіцці», який з часу його створення, 1961 року, названий на честь Чезаре Августо Сегіцці і який відбувається в Горіції, (Італія) — рідному місті його дочки, композиторки Цецилії Сегіцці, яка 5 вересня 2018 року відсвяткувала свій 110-річний ювілей! Олексій Шамрицький був нагороджений дипломом найкращого диригента.

## Репертуар
Репертуар хору складається з творів класичної, духовної та народної музики від часів Ренесансу до сучасності.

## Дискографія
- 2011 — «Літургія»
- 2018 — «Під осінніми зорями» — антологія хорових творів Бориса Лятошинського[11]